# Panepistimiou

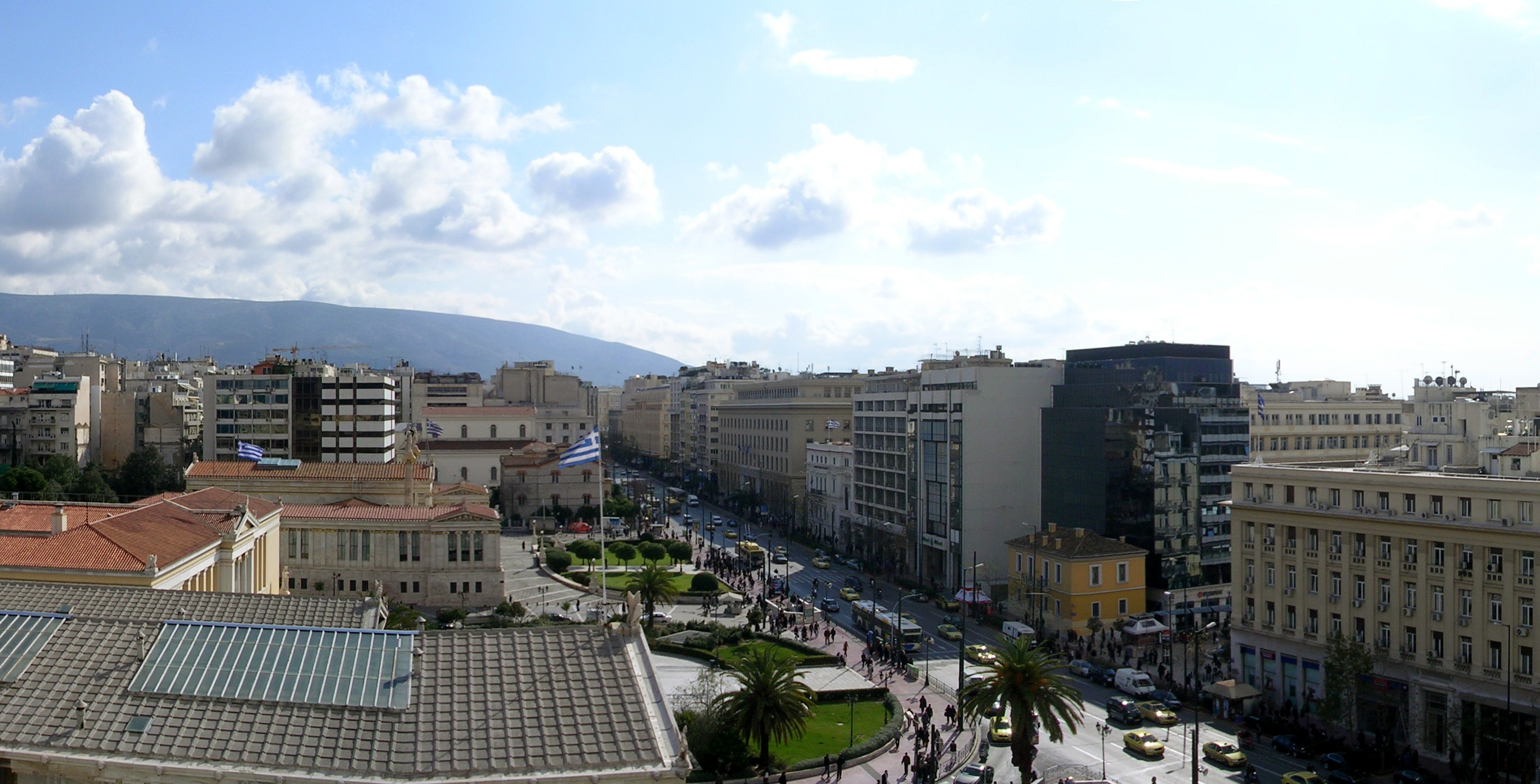
Panepistimiou in südöstlicher Richtung, links die Universität

Die Odos Panepistimiou (griechisch Οδός Πανεπιστημίου ‚Universitätsstraße‘) ist ein Boulevard im Zentrum der griechischen Hauptstadt Athen. Sie verläuft vom Syntagma-Platz in nordwestlicher Richtung zum Omonia-Platz und ist nach der dort ansässigen Universität von Athen benannt. Diese nutzt heute in den Propylaea ein Rektoratsgebäude mit Zeremonienhalle in der Mitte des klassizistischen Gebäudeensembles der Athener Trilogie, welche diesen Abschnitt des Boulevards bis in das 20. Jahrhundert als geistiges Zentrum Griechenlands auswies. 
Die Straße trägt seit 1980 die amtliche Bezeichnung Leoforos Elefteriou Venizelou (Λεωφόρος Ελευθερίου Βενιζέλου ‚Eleftherios-Venizelos-Avenue‘) in Erinnerung an den ehemaligen griechischen Premierminister Eleftherios Venizelos, im allgemeinen Sprachgebrauch dominiert allerdings der Name Panepistimiou.

## Lage und wichtige Gebäude
Der 1200 Meter lange Boulevard trennt zusammen mit der parallel verlaufenden Stadiou-Straße die nordöstlich gelegenen Stadtviertel Exarchia und Kolonaki von dem südwestlich angrenzenden Altstadtkern der Plaka. Im Süden jenseits des Syntagma-Platz geht die Straße in die Vassilis Amalias Avenue über.
Neben der Athener Trilogie befindet sich der von Leo von Klenze entworfene katholische Kathedrale St. Dionysios, und die von Theophil Hansen entworfene ehemalige Augenklinik. Gegenüber davon befindet sich der Sitz der Bank von Griechenland, einem spätklassizistischen Bauwerk.
Koordinaten: 37° 58′ 49″ N, 23° 43′ 58,4″ O